# Dídia Clara
Dídia Clara (en llatí Didia Clara) va ser una filla de l'emperador Didi Julià i de Mànlia Escantil·la. Es va casar amb Corneli Repentí a qui l'emperador va nomenar prefecte de la ciutat (Prafecetis urbis) en lloc de Flavi Sulpicià. Va rebre el títol d'Augusta quan el seu pare a ser proclamat emperador però a la seva mort se li va treure. La seva efígie apareix a les monedes, però són molt rares.